# Bor
För andra betydelser, se Bor (olika betydelser).
Bor (latin: borium) är ett halvmetalliskt grundämne med atomnummer 5 och kemiskt tecken B. Det rena grundämnet bor är en fast, svårsmält halvledare som bildar mycket hårda kristaller som är nära nog ogenomskinligt svartröda. Vid rumstemperatur är bor inte särskilt reaktivt. I naturen är bor ganska ovanligt, men koncentrerade bormineral har bildats genom naturlig indunstning av avstängda vattenmassor. Då förekommer bor som kernit eller borax (båda kristallvattenhaltiga natrium-borat-hydroxider), och dessa används för borutvinning.

## Framställning
Amorft bor framställs genom reduktion av boroxid (B2O3) med alkalimetaller och dylika reaktiva metaller. Vill man ha ett rent bor upphettas borbromid eller borjodid (BBr3, BI3) mot en volframtråd upphettad till över 800° C.
Relativt orent bor erhålls genom reduktion av oxiden med magnesium, medan rent bor erhålls genom reduktion av bortriklorid med vätgas i gasfas.

## Historia
Den svenska kemisten Torbern Bergman upptäckte 1785 att den välkända reaktionsprodukten mellan borax och mineralsyror i sig var en syra, som han gav namnet boraxsyra, senare benämnd borsyra.
Bor i mycket oren form framställdes 1808 av fransmännen Louis Joseph Gay-Lussac och Louis Jacques Thénard, och samtidigt av engelsmannen Humphry Davy.
1824 identifierade Jöns Jacob Berzelius bor som ett grundämne.

## Användning

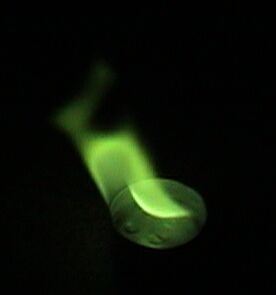
När man blandar borsyra och metanol bildas en ester som brinner med kraftigt grön färg

Rena borfiber används till optiska ljusfiber i forskningsvärlden, och industriellt till armering i flyg- och rymdfart. 
Ganska stora mängder bor i amorf form används inom pyroteknik (fyrverkerier) som bränsle och för att göra lågan grön. 
Väldigt rent bor används i halvledare och termistorer.
Borisotopen 10B är mycket bra på att absorbera neutroner och används därför i flera former i kärnkraftverk och andra kärntekniska tillämpningar. 
Bor används i stållegeringar för att göra legeringarna hårdare. 
Bor används vid tillverkning av glas avsett att tåla stora variationer i temperatur.
De mycket hårda ämnena bornitrid och borkarbid, som framställs från bor, används bland annat som slipmedel och till skärande bearbetning.
Bor förekommer också i den extremt hårda legeringen BAM (bor, aluminium, magnesium) som även har en friktion åtta gånger lägre än teflon.
I övrigt används borax för diverse rengöringsändamål och antiseptika.